# Лугінецьке – Парабель
Лугінецьке – Парабель – газопровід в Томській області Росії, за допомогою якого забезпечили видачу продукції Лугінецького нафтогазоконденсатного родовища.
Трубопровід ввели в дію у 2002 році для подачі товарного газу з Лігінецького нафтогазоконденсатного родовища до потужної газопровідної системи Нижньовартовськ – Кузбас. Він має довжину 160 км та виконаний в діаметрі 530 мм. Проектна пропускна здатність газопроводу – 1,5 млрд м3 на рік.